# Aechmophorus clarkii
Aechmophorus clarkii là một loài chim trong họ Podicipedidae.

## Hình ảnh

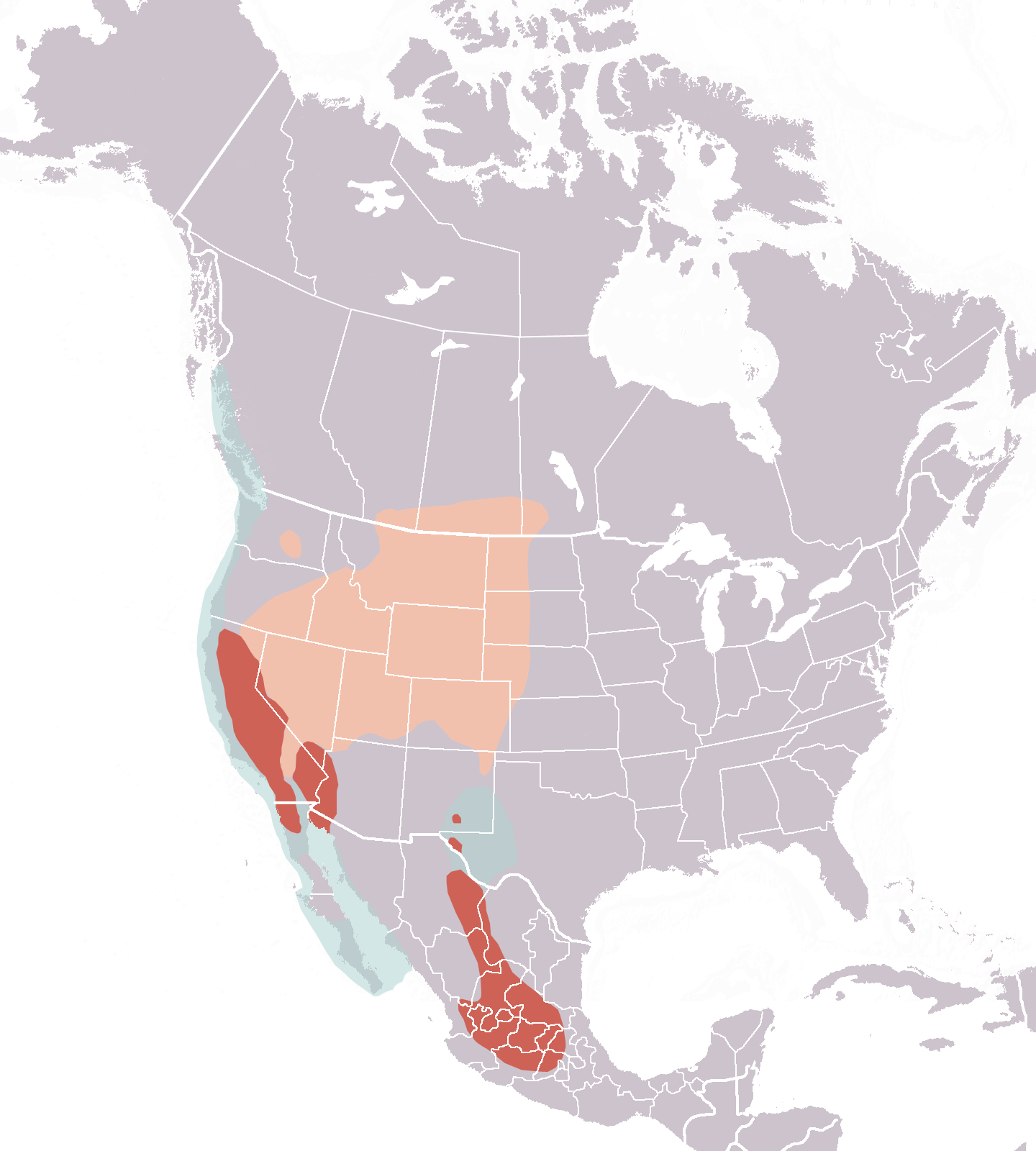
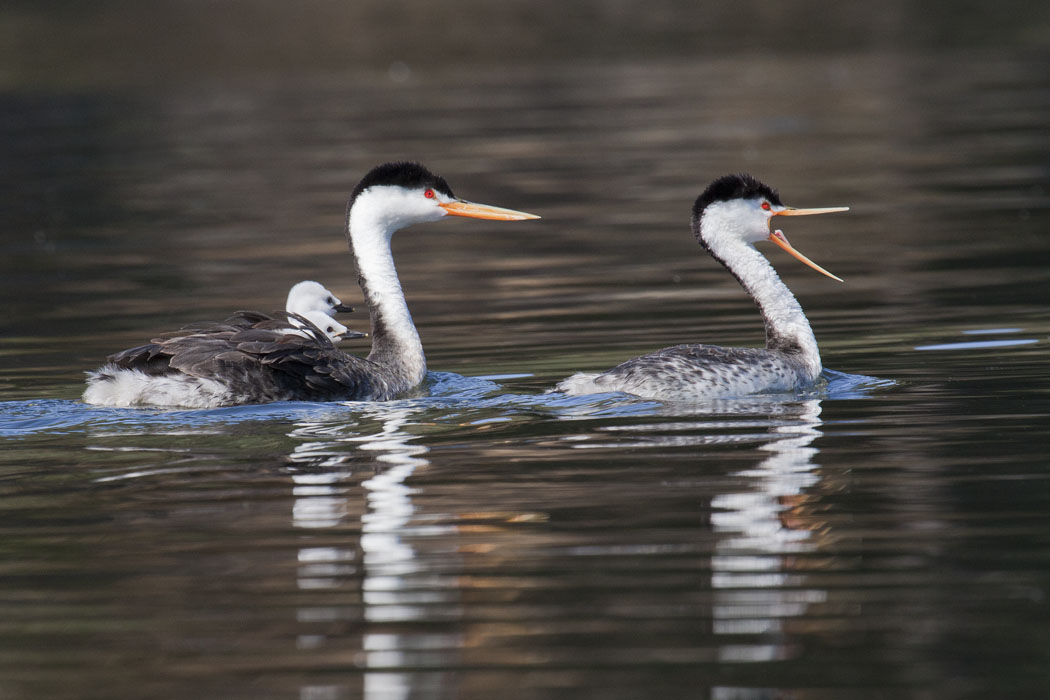
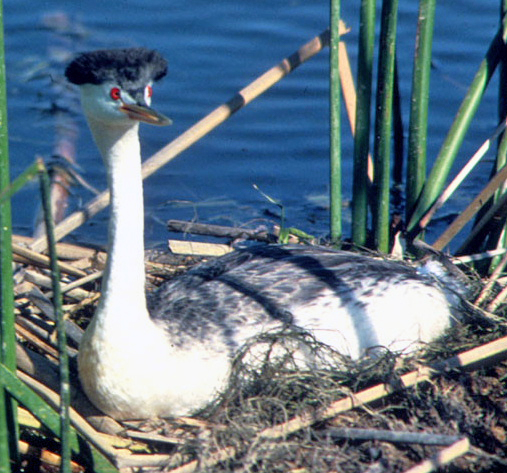
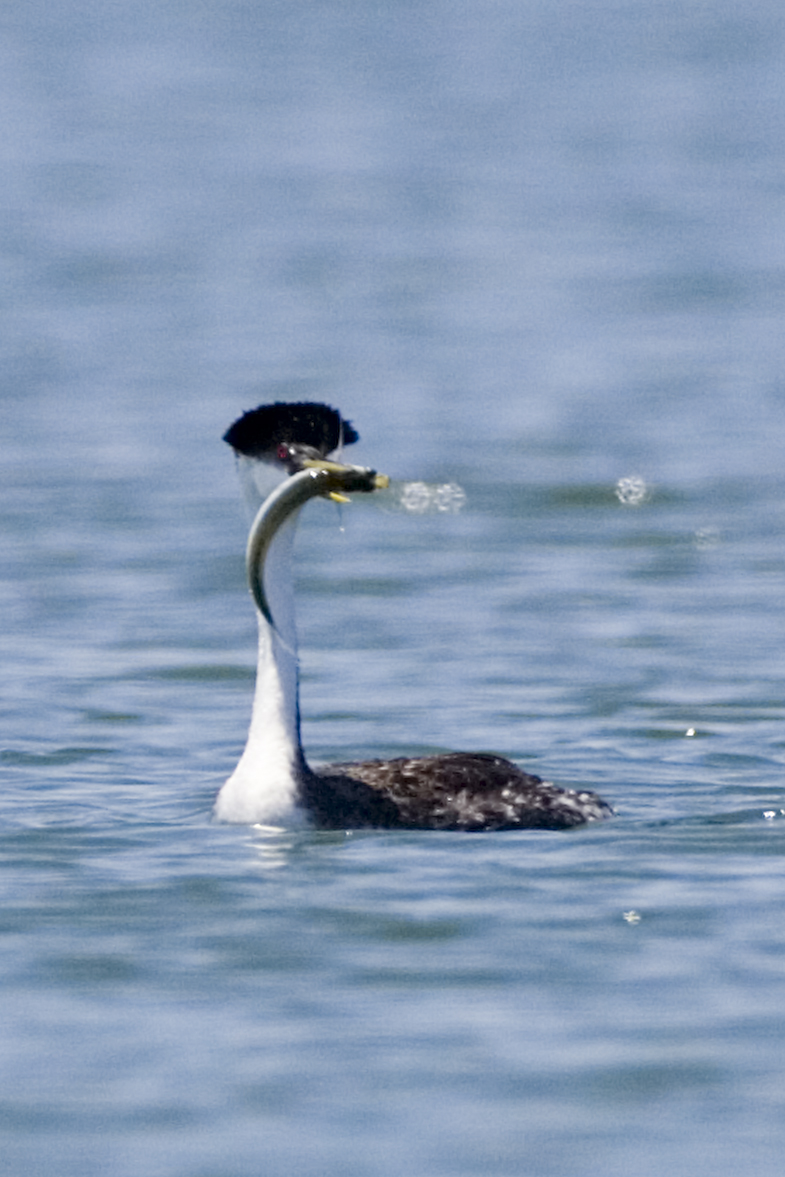